# Генофобия
Генофобията (още позната като коитофобия) е страх от полово сношение. Тази фобия може да бъде причинена от сексуална травма (като изнасилване или някакъв друг вид сексуално насилие) или ако човекът е бил свидетел на травматичен сексуален акт в реалния живот или по медиите. Някои се страхуват да не изгубят чувството си за себеконтрол, а други може просто да намират идеята за сексуална активност за ужасяваща или отвратителна.